# Михал Рамач
Михал Јурјевич Рамач (Руски Крстур, 16. август 1951 – 13. мај 2023) био је српски и русински новинар, преводилац, песник и сценариста. 

## Биографија
Украјинско-русинског је порекла.  Михаил је дипломирао историју на Филозофском факултету у Новом Саду.  Гимназију и лицеј завршио је у Украјинској малој богословији у Риму. 
Бави се професионалним новинарством од 1975. године. Од 1999. године био је редовни колумниста српског листа Данас, касније и његов главни уредник од 2006. године до 2009. године. Био је главни и одговорни уредник дневних листова Наша Борба и Војводина. Био је дописник радија Слободна Европа од 1998. године и агенције Укринформ.  Био је и новинар листа "Руске слово". Аутор је сценарија за седам ТВ серија из деведесетих година 20. века. 
Лауреат је књижевних и новинарских награда Светозара Милетића, Светозара Марковића и Станислава Сташа Маринковића.  Поводом 15. годишњице независности Украјине 2006. године одликован је Орденом кнеза Јарослава Мудрог V степена за јачање украјинско-српских веза и рад у украјинско-русинској заједници. 
Године 2013. добио је награду "Славуј Хаџић" РТВ-а, за целокупно ауторско дело у области телевизијског новинарства. 
Објавио је седам књига песама на русинском језику. Заједно с братом Јанком превео је с хеленског на русински "Библију". Такође је превео је на русински и с русинског на српски преко 30 књига поезије и прозе. 
Написао је следеће књиге есеја: „Прича о почетку краја“ (2002), „Са стране снова“ (2003), „6. октобар“ (2008), „Зов светлих погледа“ (2018) и „Дунавска рапсодија“ (2018). 
Говорио је русински, српски, енглески, италијански, украјински, пољски, словачки, преводио је са латинског и старогрчког. 
Био је члан Националне уније писаца Украјине. 